# 32 бита
В компьютерной архитектуре — 32-разрядные целые, адреса памяти или другие типы данных размером 32 бита (4 байта). 32-битные ЦПУ и АЛУ — архитектуры, основанные на регистрах и шинах данного размера.
Диапазон целых значений, которые могут быть сохранены в 32 бита: от 0 до 4 294 967 295. Таким образом, процессор с 32-битной адресацией памяти может напрямую адресовать до 4 Гб оперативной памяти.
Разрядность внешних шин адреса и данных у многих поздних моделей 32-х разрядных процессоров обычно больше 32 битов, но внутри 32-битного процессора адреса и данные 32-разрядные. Например, уже Pentium Pro все ещё будучи 32-битным процессором имел 36-разрядную внешнюю шину адреса и 64-разрядную шину данных.

## Архитектура
Известные 32-битные архитектуры для систем общего назначения: IBM System/360, DEC VAX, NS320xx, Motorola 68k, IA-32 (32-битная версия x86), а также 32-битные версии ARM, SPARC, MIPS, PowerPC и PA-RISC. 32-битные архитектуры, используемые во встраиваемых системах: 68k, ColdFire, IA-32, ARM, MIPS, PowerPC и Infineon TriCore.

## Машинная графика и цифровое видео
В компьютерной графике 32-битными называют True Color изображения с 8-битным альфа-каналом.
Также существует небольшое количество профессиональных систем, в которых на представление цвета выделяется 32 бита на канал (то есть 96 битов на пиксель). Такой широкий диапазон используется для представления величин, ярче белого — для того, чтобы более точно передать яркие блики при малой экспозиции (либо в случае использования тёмного фильтра).

## 32-битные форматы файлов
Говоря о 32-битном формате разрядного файла, подразумевают, что размер элементарного фрагмента его содержимого равен 32 битам (или 4 байтам). Примером такого формата является Enhanced Metafile Format.